# Walter Favre
Walter Favre (Basileia, 14 de junho de 1931 — Genebra, 9 de abril de 1970) foi um ciclista suíço, que competiu como profissional entre 1956 e 1960. Ele terminou em último lugar no Tour de France 1958.